# Železniční trať Skalice nad Svitavou – Velké Opatovice
Železniční trať Skalice nad Svitavou – Velké Opatovice je jednokolejná regionální dráha, propojující větev Velké Opatovice – Chornice regionální dráhy číslo 017 s hlavní tratí Brno – Česká Třebová. V jízdním řádu pro cestující je úsek Skalice nad Svitavou – Boskovice označen jako trať 262, úsek Boskovice – Velké Opatovice je od června 2023 bez pravidelné osobní dopravy.
Správa železnic plánuje realizaci Boskovické spojky, která by trať od Boskovic napojila obloukem na trať z České Třebové směrem na Brno, aby vlaky z krajského města mohly směřovat na boskovické nádraží.

## Historie
Dráhu z Velkých Opatovic do Skalice vybudovala a vlastnila společnost Místní dráha Velké Opatovice – Skalice nad Svitavou od roku 1908 až do svého zestátnění 1. ledna 1941.
V roce 1918 byly podle tehdejšího jízdního řádu v provozu tyto stanice:
- Skalice-Boskovice, Boskovice, Sudice, Kníhnice, Šebetov, Cetkovice, Opatovice Velké

### Boskovická spojka
Plánovaná železniční odbočka, označovaná jako Boskovická spojka, má umožnit napojení trati od Boskovic na hlavní trať od České Třebové ve směru do Brna v jejím staničení cca km 192,4. Spojka, vedená kolem Lhoty Rapotiny, má být jednokolejná a elektrifikovaná a má na ni navázat rekonstruovaná elektrifikovaná trať do Boskovic. Důvodem plánované stavby je přímé propojení Brna a Boskovic, bez nutnosti přestupování v železniční stanici Skalice nad Svitavou, kde navíc pro tento směr existuje úvrať. Délka přeložky je plánována na přibližně 1 km, má na ní být umístěna zastávka Lhota Rapotina. Současně se stavbou spojky dojde i k mírné přeložce navazující trati a silnice II/374 ve směru na Boskovice.
Rada Jihomoravského kraje schválila 10. června 2014 memorandum o modernizaci a výstavbě tří železničních tratí, mezi které patří také Boskovická spojka. Hejtman Michal Hašek 20. června 2014 zároveň podepsal memorandum o spolupráci s železničáři na přípravě důležitých drážních projektů.
Správa železniční dopravní cesty v roce 2017 předpokládala, že stavba spojky bude zahájena v roce 2019.
Podle kritiků je Boskovická spojka zbytečná a drahá. V roce 2018 se ve Lhotě Rapotině uskutečnilo místní referendum, ve kterém se obyvatelé obce vyslovili pro odmítnutí výstavby Boskovické spojky. Vzhledem k 79% účasti je referendum pro obec závazné.

## Provoz na trati
| období jízdního řádu                                                                | číslo tratě a celkový rozsah tratě                  | počet vlaků (v části tratě) |
| ----------------------------------------------------------------------------------- | --------------------------------------------------- | --- |
| 1912                                                                                | 126a Chornice – Skalice-Boskovice                   | 3 Sm |
| 1921 léto                                                                           | 16 Chornice – Skalice-Boskovice                     | 1 Os + 2 Sm |
| 1925 léto                                                                           | 177 Chornice – Skalice-Boskovice                    | 3 Os |
| 1937/38 zima                                                                        | 176 Třebovice v Čechách – Prostějov hl. n.          | 6 Os |
| 1937/38 zima                                                                        | 177 Chornice – Skalice nad Svitavou                 | 4 Os |
| 1944/45                                                                             | 518b Chornice – Skalice nad Svitavou                | 6 Os |
| 1945/46                                                                             | 25b Chornice – Skalice nad Svitavou                 | 5 Os |
| 1959/60                                                                             | 26b Chornice – Skalice nad Svitavou                 | 6 Os |
| 1988/89                                                                             | 262 Chornice – Skalice nad Svitavou                 | 7 Os |
| 2002/03                                                                             | 262 Česká Třebová – Chornice – Skalice nad Svitavou | 6 Os Chornice – Velké Opatovice, 11 Os Velké Opatovice – Skalice nad Svitavou                                                        |
| 2009/10                                                                             | 262 Česká Třebová – Chornice – Skalice nad Svitavou | 11 Os Velké Opatovice – Skalice nad Svitavou                                                                                         |
| 2013/14                                                                             | 262 Skalice nad Svitavou – Velké Opatovice          | 30 Os Skalice nad Svitavou - Boskovice, 8 Os Boskovice - Velké Opatovice                                                             |
| 2017/18                                                                             | 262 Skalice nad Svitavou – Velké Opatovice          | 30 Os Skalice nad Svitavou – Boskovice 7 Os + 1 v pondělí Boskovice – Velké Opatovice                                                |
| 11. 12. 2022 - 10. 6. 2023                                                          | 262 Skalice nad Svitavou – Velké Opatovice          | 28 Os v pracovní dny 29 Os o víkendu Skalice nad Svitavou – Boskovice 9 Os v pracovní dny 4 Os o víkendu Boskovice – Velké Opatovice |
| 11. 6. 2023 - 9. 12. 2023                                                           | 262 Skalice nad Svitavou – Velké Opatovice          | 37 Os v pracovní dny 33 Os o víkendu Skalice nad Svitavou – Boskovice                                                                |
| Vysvětlivky Sm – smíšený vlak, N – nákladní vlak s přepravou osob, Os – osobní vlak |                                                     | |

## Navazující tratě

### Skalice nad Svitavou
- Trať 260 Brno – Skalice nad Svitavou – Svitavy – Česká Třebová

### Velké Opatovice
- Trať 017/306 Třebovice v Čechách – Chornice – Prostějov/Velké Opatovice

## Stanice a zastávky

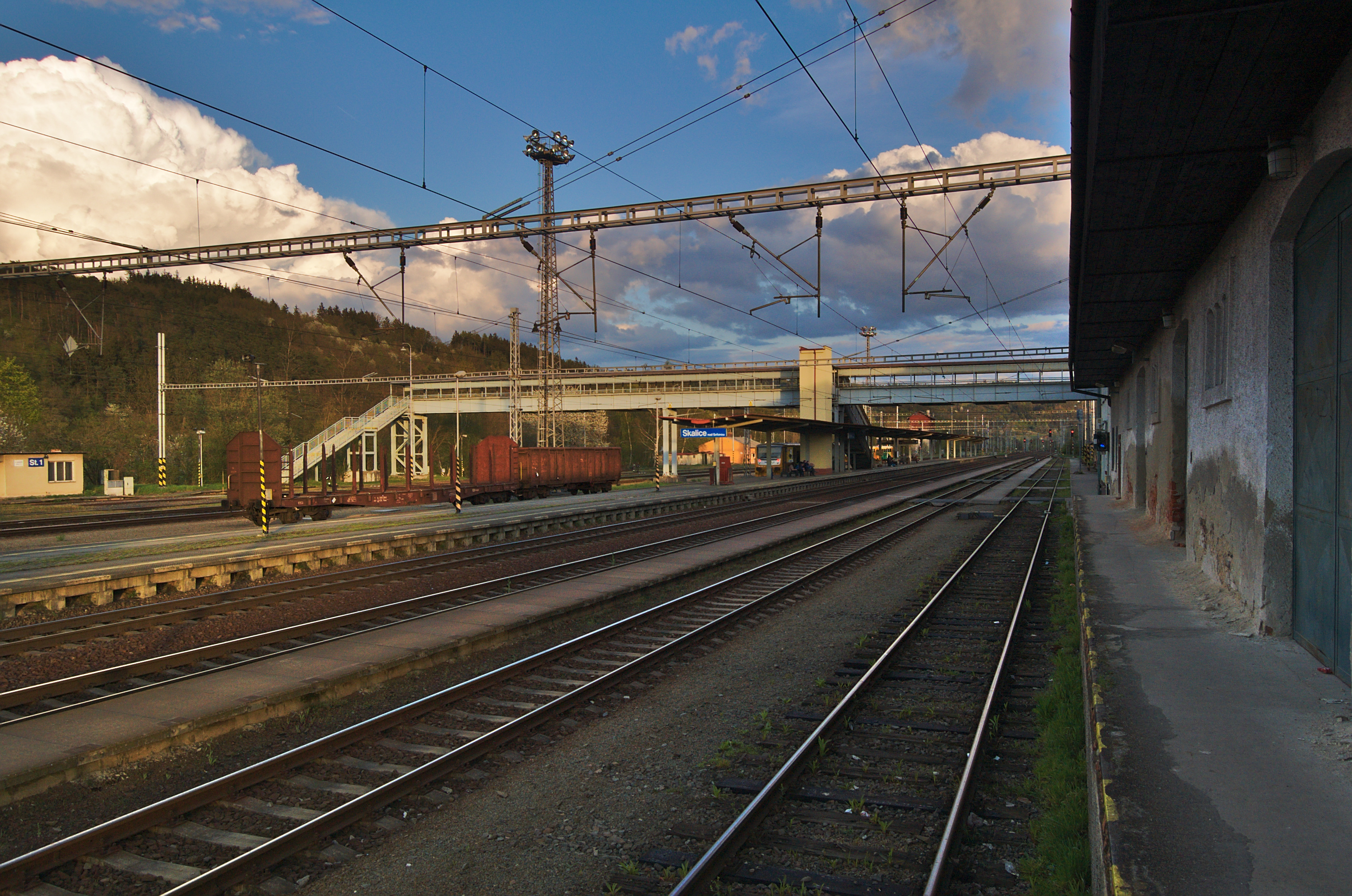
Skalice nad Svitavou
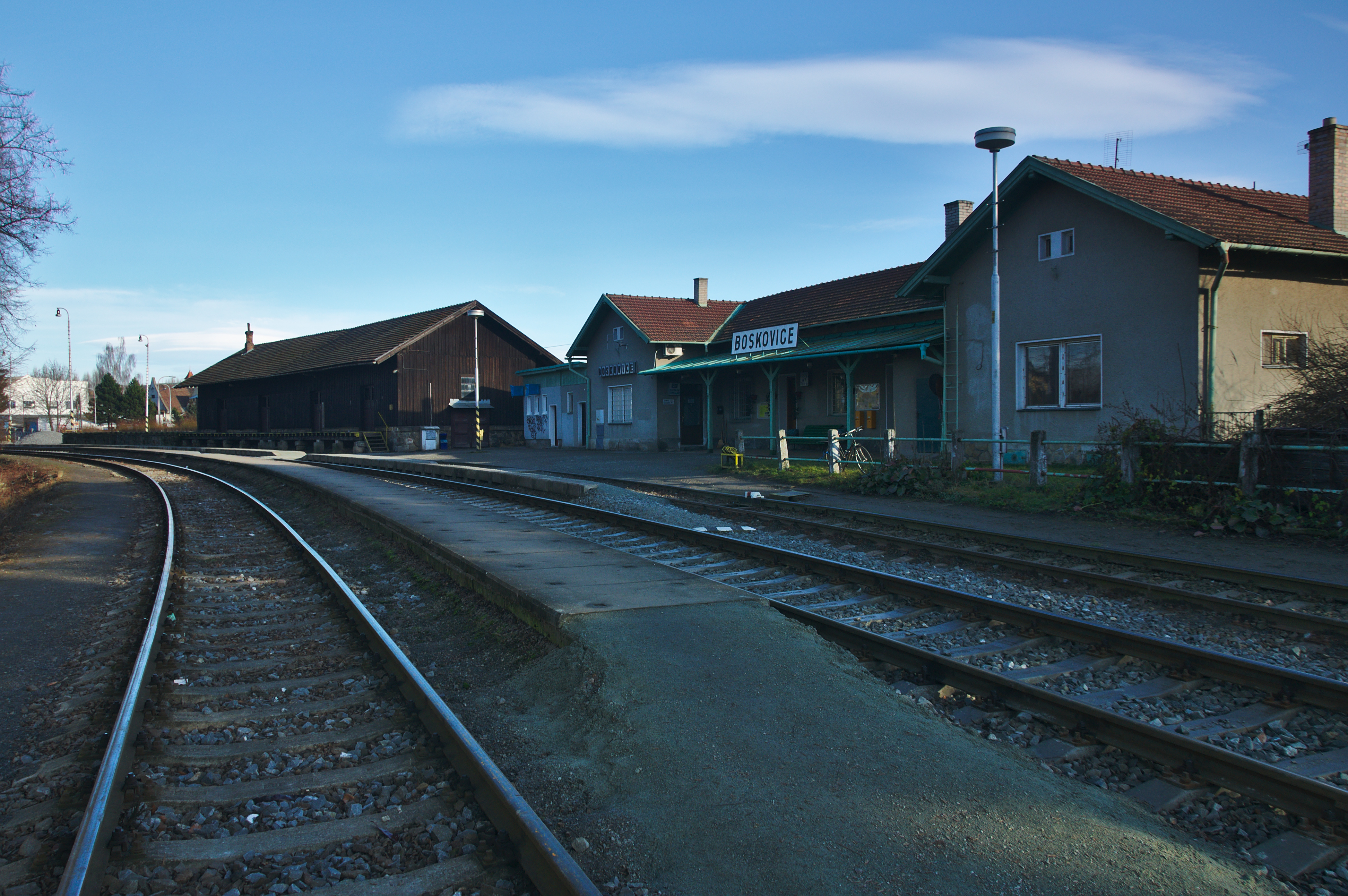
Boskovice
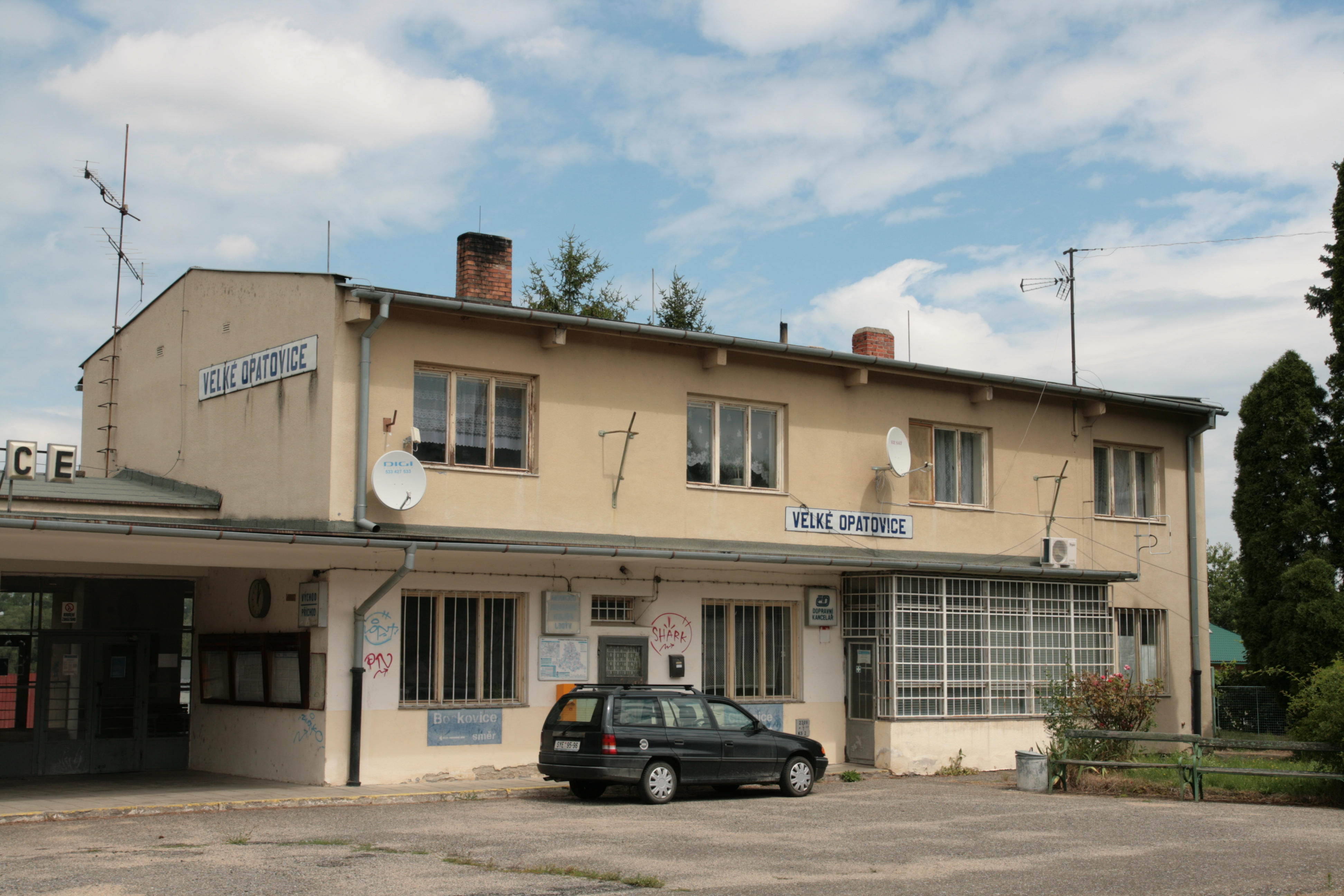
Velké Opatovice

## Galerie

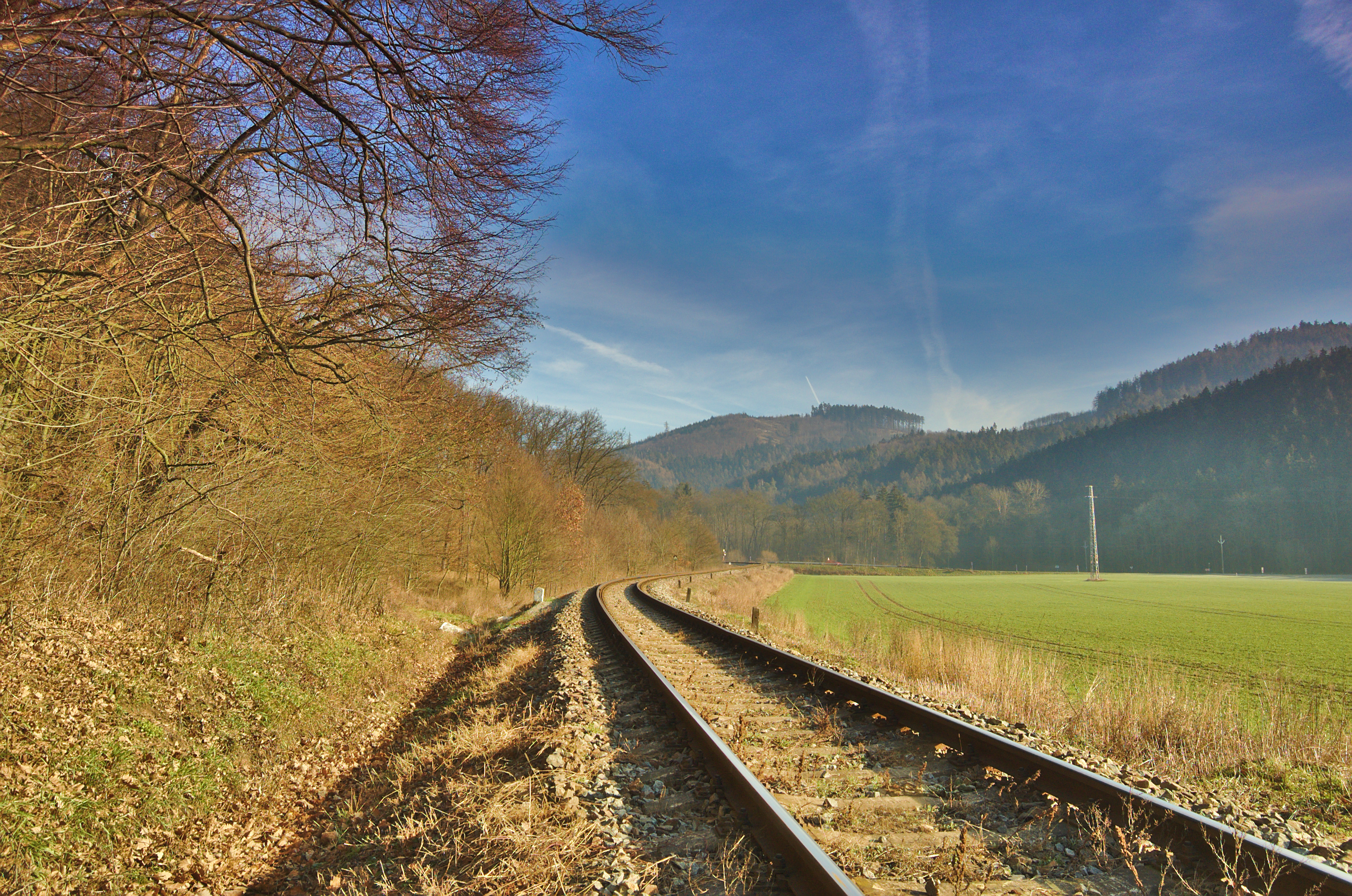
Trať u přírodní památky Lebeďák mezi Boskovicemi a Skalicí nad Svitavou
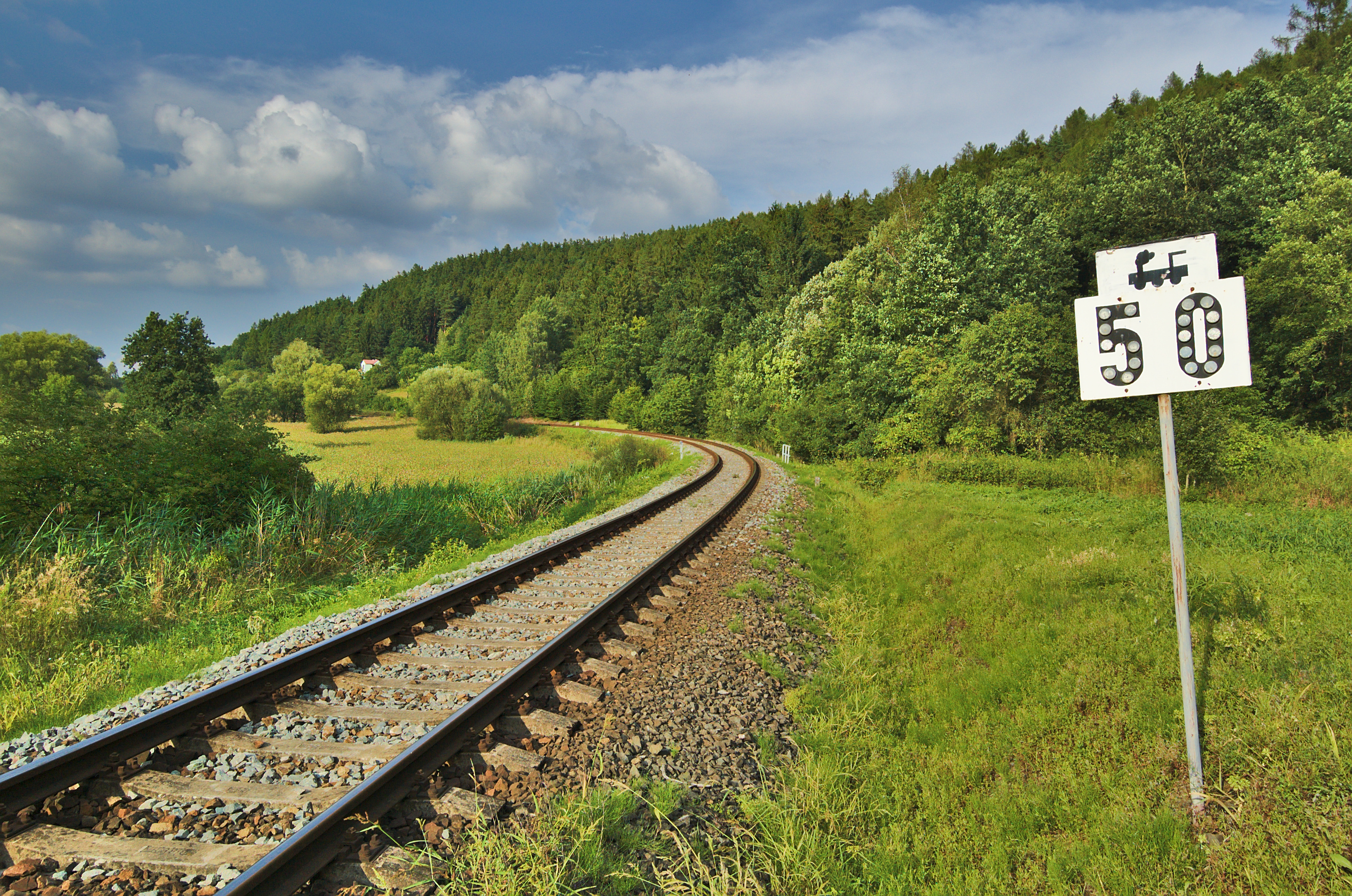
Trať mezi Boskovicemi a Vážany